# Laurids de Thurah (forfatter)
 For alternative betydninger, se Laurids de Thurah (flertydig). (Se også artikler, som begynder med Laurids de Thurah)
Laurids de Thurah (født 30. oktober 1825 i Ribe, død 14. december 1875 København) var en dansk forfatter, broder til Christian Henrik de Thurah.
Han var født i Ribe 1825, blev i 1842 student fra sin fødebys lærde skole og tog i 1847 teologisk embedseksamen, hvorefter han fik ansættelse som lærer ved Caroline Amalies Asylskole. Ved krigens udbrud i 1848 stillede han sig til disposition for Hæren og udnævntes til sekondløjtnant i infanteriets krigsreserve; næste år blev han – efter at have deltaget i slaget ved Fredericia – premierløjtnant. I 1852 fik han efter ansøgning afsked som kaptajn. En tid var han nu lærer i Odense, blev så i 1856 konstitueret som rektor i Tønder og ægtede 30. december samme år Ane Cathrine Madsen (f. på Højgaard i Gladsaxe Sogn 24. oktober 1817 – 26. april 1887), datter af forvalter Madsen og Emerence Hermanne f. Abel. I 1857 udnævntes han til andenlærer ved skoleseminariet i Tønder, men blev i 1864 afsat af de preussisk-østrigske civilkommissærer og derpå afskediget af den danske statsstyrelse. Fra 1865 indtil sin død var han ansat i Schneekloths Skole i København og berømmes herfra som en fortrinlig lærer med stærkt åndeligt liv, kundskabsrig og nøjagtig, meget flersidig, yderst pligtopfyldende, alvorlig og spøgefuld i en tiltalende blanding, i et og alt en trofast og meget elskværdig mand. Aldeles uventet fik han på skolen et apoplektisk anfald, som straks dræbte ham, 14. december 1875.
Han har forfattet Fra Krigens Tid, 6 Fortællinger for den modnere Ungdom, af en Reserveofficer (1851), Færøernes Historie, fortalt i Korthed (1854), Det sidste Bretlandstog, en Skildring af det danske Folkeliv (1857), Vejledning i de grammatikalske Grundbegreber (1869) og desuden forskellige lærebøger i kristendom, afhandlinger om kirkelige sager og oversættelser af religiøse skrifter. Til dagblade og tidsskrifter har han leveret bidrag i bunden og ubunden stil.